# Cartoon Wars Parte I
«Cartoon Wars Part I» o «La Guerra de los Cartoons Parte I» en Hispanoamérica es un episodio de la serie estadounidense South Park, creada por Trey Parker y Matt Stone para el canal de televisión Comedy Central y transmitida en Hispanoamérica por el canal MTV.
Este episodio está dividido en 2 partes, que comprende los episodios 3 y 4 de la décima temporada de la serie. Es uno de los episodios más polémicos y sátiros del programa, en el cual incluso hubo por primera vez una real censura.

## Argumento
El episodio comienza con Stan Marsh despertando de una forma súbita por su padre Randy quien le exige que de forma inmediata tome sus pertenencias más valiosas, agua potable y víveres y le obliga a él y su familia a refugiarse en un improvisado albergue del pueblo. A este albergue también asisten los amigos de Stan, Kyle, Cartman, Kenny y sus respectivas familias. Butters fue olvidado por sus padres en su casa. Estando ahí se enteran de la "terrible situación": el show de la cadena FOX Padre de Familia ha amenazado con transmitir una imagen del profeta musulmán Mahoma, lo que por supuesto provocaría el enojo de los musulmanes extremistas y radicales, y una terrible venganza de Al Qaeda. En la televisión transmiten un video donde los musulmanes han amenazado a los Estados Unidos porque el show Padre de Familia no les parece gracioso en lo absoluto y consideran una burla de los estadounidenses.
Los habitantes de South Park están temerosos de que esto se convierta en realidad y deciden dormir, al día siguiente se enteran de que no pasó nada, los niños van a casa de Kyle (quien es fanático de la serie) y se dan cuenta de que Fox de última hora decidió censurar parcialmente el episodio y ocultar la imagen del profeta. Sin embargo los escritores de la serie han amenazado con dejar de trabajar si no se transmite el episodio sin censura alguna. Por esa razón, la amenaza continúa y los habitantes de South Park siguen inmersos en la paranoia, pues saben que tienen sólo 6 días y podrán esperar cualquier represalia musulmán.
Eric Cartman está furioso por esa situación, alega que ningún show y menos de dibujos animados debe burlarse de forma abierta de ninguna religión (algo absurdo ya que el mismo Eric es un dibujo racista y constantemente se burla de los judíos), Kyle le responde que él es un racista, Cartman le dice que no está bien que se "ofenda" a otras religiones, que el no es un dibujo animado que es escuchado por miles de personas y que hará lo que sea por impedir ese episodio, incluso si es necesario viajará a Los Ángeles a los estudios FOX para hablar con el presidente de la cadena. Kyle se siente en cierto punto culpable de apoyar la serie y cambia de opinión, apoyando a Eric en su absurdo viaje diciéndole que lo ayudará.
Como es costumbre los adultos de South Park encuentran una solución ridícula a sus problemas: esconder la cabeza bajo la arena y dar a entender que ellos no están de acuerdo con el programa, esto para evitar represalias, después de despreciar la solución del padre de Butters quien insistió en que se debía luchar por la libertad de expresión. Cartman y Kyle continúan su viaje a Los Ángeles cuando Kyle se da cuenta del verdadero interés de Eric: él desea usar el miedo de la gente para evitar el episodio, posteriormente todos se quejarían y exigirían censura en Padre de Familia, tarde o temprano FOX tendría que terminar el show. Kyle le dice que está mal usar el miedo para controlar a las personas, Eric le dice que lo hará porque odia a Padre de familia y sus chistes sin sentido, para esto, ya todo Estados Unidos aceptó la medida de South Park, enterrar la cabeza en arena.

## Controversia
Muchos musulmanes se enojaron en la vida real por el anuncio de que se mostraría una imagen de Mahoma en la televisión, incluso se amenazó a los creadores de South Park si mostraban la imagen.